# Élections législatives de 1951 dans l'Allier
Les élections législatives françaises de 1951 se déroulent le 17 juin. 

## Mode de scrutin
Représentation proportionnelle plurinominale suivant la méthode du plus fort reste dans 103 circonscriptions, conformément à la loi des apparentements : les listes qui se sont « apparentées » avant l'élection remportent tous les sièges de la circonscription si leurs voix ajoutées obtiennent la majorité absolue des suffrages exprimés. Il y a 629 sièges à pourvoir.
Le vote préférentiel est admis. 
Dans le département de l'Allier, cinq députés sont à élire.

## Candidats

### Liste d'union républicaine, résistante et antifasciste
| N° | Candidats | Candidats       | Parti | Principales fonctions                                                       |
| -- | --------- | --------------- | ----- | --------------------------------------------------------------------------- |
| 01 |           | Pierre Villon   | PCF   | Député sortant, architecte, ancien résistant                                |
| 02 |           | Henri Védrines  | PCF   | Électricien, député sortant                                                 |
| 03 |           | Marcel Pouyet   | PSU   | Exploitant agricole, député sortant                                         |
| 04 |           | Suzanne Bidault | PCF   | Sténo-dactylo                                                               |
| 05 |           | Jean Gagnol     | PCF   | Propriétaire et fermier exploitant agricole, conseiller municipal de Bessay |

### Liste présentée par le Parti socialisteSFIO
| N° | Candidats | Candidats          | Parti | Principales fonctions                                                         |
| -- | --------- | ------------------ | ----- | ----------------------------------------------------------------------------- |
| 01 |           | Gilles Gozard      | SFIO  | Député sortant, avocat à la Cour d'Appel de Paris                             |
| 02 |           | Georges Rougeron   | SFIO  | Ancien secrétaire de Marx Dormoy, ancien résistant, maire de Commentry        |
| 03 |           | Antoine Désormière | SFIO  | Cheminot, ancien déporté, conseiller général du canton de Varennes-sur-Allier |
| 04 |           | Raymond Malesset   | SFIO  | Instituteur à Gannat                                                          |
| 05 |           | Lucien Vacher      | SFIO  | Commis d'administration à la mairie de Montluçon                              |

### Liste d'union des gauches républicaines, présentée par le Parti radical-socialiste
| N° | Candidats | Candidats        | Parti   | Principales fonctions                                                                                    |
| -- | --------- | ---------------- | ------- | --- |
| 01 |           | Pierre Nigay     | Radical | Médecin, conseiller municipal de Vichy                                                                   |
| 02 |           | Claude Dussour   | Radical | Directeur honoraire de la Caisse régionale du Crédit Agricole, conseiller général, ancien maire d'Yzeure |
| 03 |           | Georges Lissonde | Radical | Ingénieur à Montluçon                                                                                    |
| 04 |           | Jean Vizier      | Radical | Métayer, maire d'Étroussat                                                                               |
| 05 |           | Jean Redon       | Radical | Ingénieur des Arts et Métiers, maire de Billy                                                            |

### Liste du Rassemblement du Peuple Français
| N° | Candidats | Candidats      | Parti | Principales fonctions                                   |
| -- | --------- | -------------- | ----- | ------------------------------------------------------- |
| 01 |           | Pierre Coulon  | RPF   | Maire de Vichy, chef d'entreprise                       |
| 02 |           | Raymond Wolff  | RPF   | Conseiller municipal de Moulins, négociant en bois      |
| 03 |           | Louis Dumas    | RPF   | Maire de Saint-Pourçain-sur-Sioule, docteur vétérinaire |
| 04 |           | Antonin Rideau | RPF   | Chef d'entreprise                                       |
| 05 |           | René Cuvelier  | RPF   | Agriculteur à Chantocelle, commune de Tréban            |

### Liste du Mouvement républicain populaire
| N° | Candidats | Candidats             | Parti | Principales fonctions                           |
| -- | --------- | --------------------- | ----- | ----------------------------------------------- |
| 01 |           | Pierre Beauquier      | MRP   | Avocat, député sortant du Territoire de Belfort |
| 02 |           | Henri Sabaton         | MRP   | Retraité                                        |
| 03 |           | Jacques Morin         | MRP   | Conseiller juridique                            |
| 04 |           | Jean-Baptiste Davilez | MRP   | Sous-chef de gare                               |
| 05 |           | Marie Bidault         | MRP   | Adjointe au maire de Moulins                    |

### Liste du Front économique
| N° | Candidats | Candidats           | Parti            | Principales fonctions |
| -- | --------- | ------------------- | ---------------- | --------------------- |
| 01 |           | Albert Theuil       | Front économique | Transporteur          |
| 02 |           | Marie Joseph Theuil | Front économique | Transporteur          |
| 03 |           | Maurice Theuil      | Front économique | Transporteur          |
| 04 |           | Gabriel Theuil      | Front économique | Transporteur          |
| 05 |           | Jeanne Theuil       | Front économique |                       |

### Liste de l'Union démocratique et socialiste de la résistance
| N° | Candidats | Candidats          | Parti | Principales fonctions                  |
| -- | --------- | ------------------ | ----- | -------------------------------------- |
| 01 |           | Octave Amiot       | UDSR  | Technicien à Montluçon, député sortant |
| 02 |           | Albert Beaughon    | UDSR  | Professeur à Vichy                     |
| 03 |           | Pierre de La Celle | UDSR  | Propriétaire agriculteur à Besson      |
| 04 |           | Marguerite Stavré  | UDSR  | Docteur en médecine à Vichy            |
| 05 |           | Fernand Vendange   | UDSR  | Ouvrier                                |

### Liste du cartel socialiste unifié
| N° | Candidats | Candidats            | Parti | Principales fonctions     |
| -- | --------- | -------------------- | ----- | ------------------------- |
| 01 |           | Pierre Darius        | DVG   | Directeur du Cri de Paris |
| 02 |           | Louis Aletti         | DVG   | Directeur d'hôtel à Vichy |
| 03 |           | Noël Letrouvé        | DVG   |                           |
| 04 |           | Marie-Adèle Letrouvé | DVG   |                           |
| 05 |           | Roger Hertrich       | DVG   |                           |

## Élus
Les cinq députés élus sont : 
| Identité       | Parti | Parti |
| -------------- | ----- | ----- |
| Pierre Villon  |       | PCF   |
| Henri Védrines |       | PCF   |
| Gilles Gozard  |       | SFIO  |
| Pierre Coulon  |       | RPF   |
| Pierre Nigay   |       | PRRRS |

## Résultats
Les listes apparentées (☆) de la Troisième Force n'obtiennent que 75 060 voix soit 41,70%, la répartition des sièges se fera donc à la proportionnelle.
| Parti    | Parti                                               | Tête de liste | Résultats | Résultats | Sièges |
| Parti    | Parti                                               | Tête de liste | Voix      | %         | Sièges |
| -------- | --------------------------------------------------- | ------------- | --------- | --------- | ------ |
|          | Parti communiste français                           | Pierre Villon | 67 334    | 37.41     | 2      |
|          | Section française de l'Internationale ouvrière ☆    | Gilles Gozard | 35 431    | 19.63     | 1      |
|          | Rassemblement du peuple français                    | Pierre Coulon | 27 910    | 15,51     | 1      |
|          | Rassemblement des gauches républicaines ☆           | Pierre Nigay  | 20 402    | 11,33     | 1      |
|          | Mouvement républicain populaire ☆                   |               | 12 757    | 7.09      | /      |
|          | Front économique                                    |               | 6 596     | 3,66      | /      |
|          | Union démocratique et socialiste de la Résistance ☆ | Octave Amiot  | 6 560     | 3,64      | /      |
|          | Cartel socialiste unifié                            |               | 1 957     | 1,09      | /      |
|          |                                                     |               |           |           |        |
| Inscrits | Inscrits                                            | Inscrits      | 238 146   |           | 5      |
| Votants  | Votants                                             | Votants       | 184 117   | 77,31     |        |
| Exprimés | Exprimés                                            | Exprimés      | 180 003   | 97,77     |        |